# 天主教梅塔欽教區
天主教梅塔欽教區（拉丁語：Dioecesis Metuchenis）是美國一個羅馬天主教教區，屬紐瓦克總教區。成立於1981年11月19日。
範圍包括新澤西州中北部四縣，教座位於梅塔欽。2004年有教友556,682人（佔轄區總人口42.0%）、103個堂區、241名司鐸。現任教區主教保祿·額我略·博圖斯基。